# Faravid
Faravid var en legendarisk kung i Kvänland som omtalas i Egil Skallagrimssons saga från tidigt 1200-tal. Enligt sagan ingick Faravid en allians med norrmännen för att stå emot invaderande kareler. Sagan beskriver Faravid i en 800-talskontext, men det är egentligen för tidigt för att det skulle vara troligt med ett karelskt angrepp[källa behövs]. Det går inte att säga om Faravid är tagen från en verklig förebild, eller om han är helt påhittad av sagans författare. 